# الطريقة السيفية
الطريقة السيفية أو الطريقة السيفي (لغة الارديه: سيفيه)، هي إحدى الطرق الصوفية التي تنسب إلى مؤسسها آخوند زاده سيف الرحمن هي طريقة دينية عقائدية تنتمي إلى الطرق الصوفية نقشبندية.